# Malcolm X
Malcolm X és el nom amb què és conegut Malcolm Little (Omaha, 19 de maig del 1925-Nova York, 21 de febrer del 1965). També se'l coneix com a Àssad Mahmood, Detroit Red, El-Hajj Malik El-Shabazz i Omowale. Va ser portaveu dels EUA del grup conegut com a Nació de l'Islam (NOI), fundador de la Muslim Mosque, Inc. i de l'Organització de la Unitat Afroamericana (Organization of Afro-American Unity). El primer dia de la Setmana Nacional de la Germandat, va ser assassinat amb 7 trets mentre feia una conferència al saló de ball Audubon de Manhattan (Nova York).

## Biografia

### Primers anys
Era fill de Louise Norton Little, advocada i mare de vuit fills, i d'Earl Little, ministre baptista seguidor de Marcus Garvey, líder del nacionalisme negre. L'activisme d'Earl a favor dels drets civils va provocar les amenaces de mort de l'organització partidària de la supremacia blanca, anomenada Black Legion, cosa que va forçar la família a traslladar-se dues vegades abans que Malcolm fes els quatre anys.
Malcolm X va tenir una infància dura, marcada per l'assetjament que patia la seua família a causa del seu color de pell. Aquest assetjament per part del Ku Klux Klan va acabar portant a l'assassinat de son pare, la qual cosa va provocar que sa mare fora internada en un centre psiquiàtric i que ell passés quatre anys en un reformatori. Posteriorment, va ser adoptat per una família de Michigan i, als deu anys, va traslladar-se a Boston amb una de les seues germanes.
A Boston, Malcolm va esdevenir un bergant i, el 1946, rep una condemna de vuit a deu anys de presó per robatori a mà armada, dels quals va complir sis i mig a Charlestown, la presó estatal de Massachusetts. Mentre complia condemna, va deixar les drogues i va començar a estudiar per correspondència. Allí es va integrar en la Nació de l'islam (NOI), organització religiosa de caràcter musulmà liderada per Elijah Muhammad.

### La Nació de l'islam
El 1953, va canviar el nom de Malcolm Little pel de Malcolm X i es convertí en ministre assistent del temple de Detroit de la Nació de l'islam. Malcolm explicava el perquè del seu nom de la manera següent:
| « | "En adoptar la "X", hom adquirix un cert misteri, una certa possibilitat de poder als ulls d'amics i enemics... La "X" anuncia el que has sigut i el que seràs: exfumador, exbebedor, excristià, exesclau". | » |

La "X" també correspon al cognom desconegut dels esclaus dels quals Malcolm X era descendent, de manera que, en comptes de continuar usant un cognom que segurament va ser triat per un amo d'esclaus, preferia la "X". Aquesta lògica va portar molts membres de la Nació de l'islam a triar els seus propis noms.
A poc a poc, va estenent la influència de la Nació de l'islam per Detroit, Boston i Filadèlfia, i arriba a convertir-se en un dels líders nacionalistes negres més prominents dels Estats Units. Com a líder militant, Malcolm X promovia l'orgull negre (fent costat al Black Power i defensant la creació d'un estat independent negre), l'autosuficiència econòmica i la política de la identitat. Al final, arribaria a convertir-se en un activista dels drets humans i la unitat negra transcontinental de renom mundial. Durant aquesta època, va ser investigat per l'FBI quan es va definir com a "comunista".
Durant el 1954, va ser promogut a ministre del temple de Nova York de la Nació de l'islam. Quatre anys després, es va casar amb Betty X, abans Betty Shabazz, a Lansing, Michigan l'any 1958, després de ser amics durant un any, encara que Betty sospitava que Malcolm estava interessat en el matrimoni. La parella va tenir sis fills: Attallah, Quiblah, Ilyasah, Gamilah Lumumba i els bessons Malaak i Malikah.

### Muslim Mosque, Inc., la Meca i l'OAAU
La tensió va augmentar entre Malcolm i la Nació de l'islam. Es va arribar a dir que uns quants líders de l'organització havien donat ordres de matar Malcolm. De fet, en l'Autobiografia de Malcolm X, Malcolm reconeix que, a principis del 1963, un membre del Setè Temple li va confessar haver rebut ordres de la Nació de l'islam per assassinar-lo. A finals d'any, coincidint amb l'assassinat de John F. Kennedy, publica un article en què criticava els blancs i la Nació de l'islam ordena que el facin callar.
Mesos més tard, al març del 1964, decideix deixar la Nació de l'islam i fundar una nova organització, la Muslim Mosque, Inc. Després d'això, les seues relacions amb Elijah Muhammad es van tornar cada vegada més volàtils. En aqueixes dates, la revista Life Magazine va publicar una fotografia en què apareixia Malcolm X subjectant una carrabina M1 i fent córrer les cortines per mirar per la finestra. La foto va ser presa en relació amb la declaració feta per Malcolm que es defensaria de les amenaces diàries que ell i la seua família estaven rebent. Agents de l'FBI infiltrats en la Nació de l'islam van avisar els oficials de policia que Malcolm havia estat marcat per ser assassinat (un d'ells havia rebut l'encàrrec d'ajudar a col·locar una bomba en el cotxe de Malcolm).
L'abril d'aqueix mateix any, Malcolm viatja a l'Àfrica i l'Orient Mitjà, on visita la Meca, a l'Aràbia Saudita. Allí comparteix els seus pensaments i creences amb gents de diferents cultures. Des d'aqueix moment, convertit a la branca sunnita de l'islam, Malcolm ja no parlarà només per als afroamericans, sinó que el seu missatge es dirigirà a tota la humanitat. En tornar, deia que s'havia adonat que "podria anomenar germans meus els hòmens rossos d'ulls blaus". Va ser aleshores quan va fundar l'Organització de la Unitat Afroamericana (OAAU), un grup polític secular.

### Assassinat i funeral
La nit del 14 de febrer del 1965, hom va incendiar casa seua, però ni Malcolm ni ningú de la seua família hi van prendre mal. Ningú va ser inculpat per aquest crim. Una setmana més tard, el 21 de febrer, a la sala de ball Audubon de Manhattan, Malcolm acabava de començar el seu discurs quan es va produir un incident. Un home va cridar: "Lleva les mans de la meua butxaca!". Els guardaespatlles de Malcolm hi van acudir per veure què passava i un altre home ho va aprofitar per disparar -amb una arma retallada- set trets al pit a Malcolm, que li van causar la mort als 39 anys. Norman Butler, Thomas Johnson i Talmage Hayer van ser condemnats a cadena perpètua per aquest assassinat.
El 27 de febrer del 1965, 600 persones van acudir al funeral de Malcolm a Harlem. Ossie Davis va descriure Malcolm com "el nostre brillant príncep negre". Malcolm va ser enterrat al Ferncliff Cemetery de Harstdale, Nova York.

## Llegat

Un bust de Malcolm X al Nebraska State Capitol, on va ser inclòs al Saló de la Fama de Nebraska el 2024.

Malcolm X ha estat descrit com un dels afroamericans més grans i influents de la història. Se li atribueix l'augment de l'autoestima dels negres nord-americans i la connexió amb la seva herència africana. És en gran part responsable de la difusió de l'islam a la comunitat negra dels Estats Units.
Molts afroamericans, especialment aquells que vivien a ciutats del nord i l'oest dels Estats Units, pensaven que Malcolm X va articular les seves queixes sobre la desigualtat millor que no ho va fer el moviment de drets civils. Un biògraf diu que, donant expressió a la seva frustració, Malcolm X «va deixar clar el preu que hauria de pagar l'Amèrica Blanca si no accedís a les demandes legítimes de l'Amèrica Negra».
A finals de la dècada del 1960, els activistes negres cada cop més radicals van basar els seus moviments principalment en Malcolm X i els seus ensenyaments. El moviment Black Power, el Black Arts Movement, i l'adopció generalitzada de l'eslògan " Black is beautiful " poden rastrejar les seves arrels a Malcolm. X. El 1963, Malcolm X va començar una col·laboració amb Alex Haley en la seva història de vida, The Autobiography of Malcolm X. Li va dir a Haley: "Si estic viu quan surti aquest llibre, serà un miracle". Haley la va completar i publicar uns mesos després de l'assassinat.
A finals dels anys vuitanta i principis dels noranta, hi va haver un ressorgiment de l'interès per la seva vida entre els joves. Grups de hip-hop com Public Enemy van adoptar Malcolm X com a icona, i la seva imatge es van mostrar a centenars de milers de cases, oficines i escoles, així com a samarretes i jaquetes. El 1986 Ella Little-Collins va fusionar l'Organització de la Unitat Afroamericana amb la Lliga de Defensa Afroamericana.

### Filmografia
El 1992 es va estrenar la pel·lícula Malcolm X, una adaptació de The Autobiography of Malcolm X. El 1998, Time va anomenar The Autobiography of Malcolm X un dels deu llibres de no-ficció més influents del segle xx.
| Any  | Pel·lícula | Director  | Personatge        |
| ---- | ---------- | --------- | ----------------- |
| 1992 | Malcolm X  | Spike Lee | Denzel Washington |

### Ficció
Malcolm X va ser una inspiració per a diversos personatges de ficció. Va ser ficcionat com el personatge Ministre Q a la novel·la de 1967 The Man Who Cried I Am de John A. Williams. L'escriptor de Marvel Comics Chris Claremont va confirmar que Malcolm X va ser una inspiració per al personatge de X-Men Magneto, mentre que Martin Luther King va ser una inspiració per al professor X. Malcolm X també va inspirar el personatge Erik Killmonger a la pel·lícula Black Panther.

### Representació al cinema, a la televisió i a l'escenari

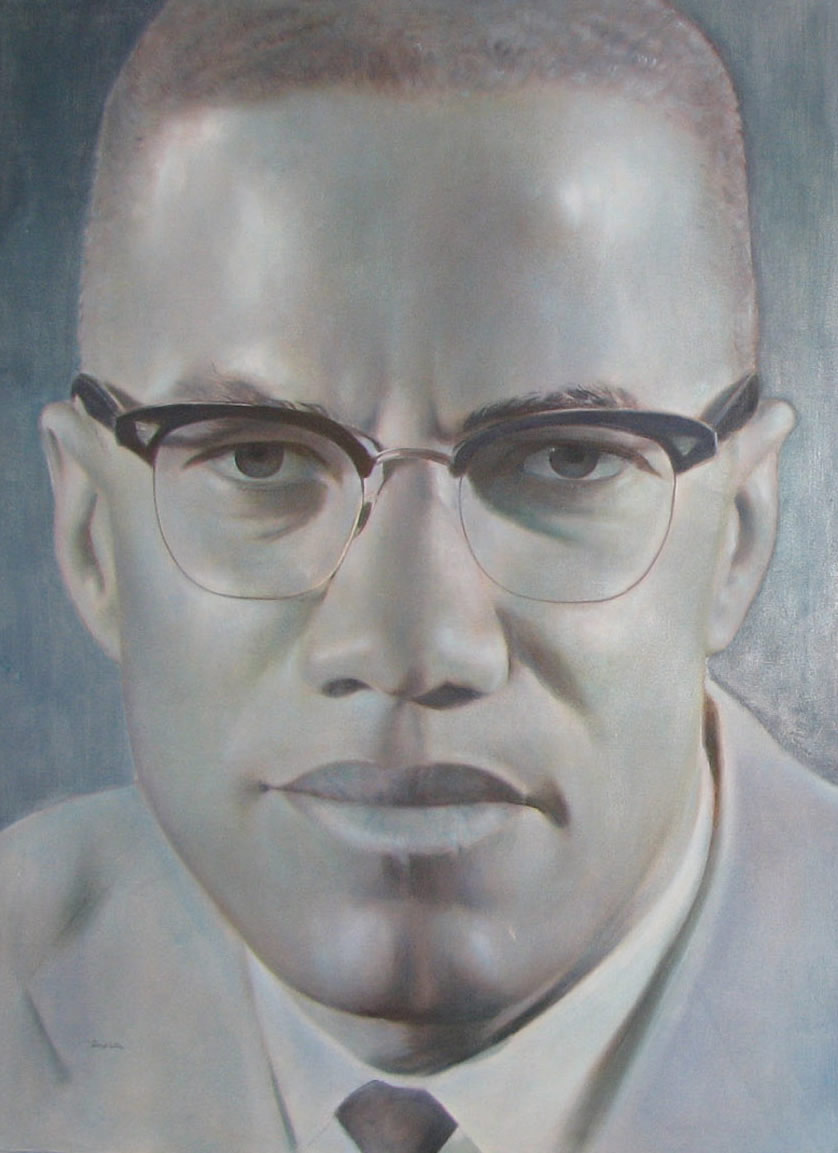
Retrat de Malcolm X de Robert Templeton, de la col·lecció Lest We Forget: Images of the Black Civil Rights Movement

El 1986, l'òpera X del compositor Anthony Davis, The Life and Times of Malcolm X es va estrenar a l’Òpera de Nova York. Va ser la primera obra de Davis, que guanyaria el Premi Pulitzer de Música per la seva òpera The Central Park Five (2019). El 2023, es va representar al Metropolitan Opera en una producció de Robert O'Hara, amb Will Liverman interpretant el paper principal. Va rebre crítiques positives.
Arnold Perl i Marvin Worth van intentar crear una pel·lícula dramàtica basada en L'autobiografia de Malcolm X, però quan la gent propera al tema es va negar a parlar amb ells, van decidir fer un documental. El resultat va ser el documental de 1972 Malcolm.
Denzel Washington va interpretar el paper principal a la pel·lícula Malcolm de Spike Lee X (1992). Roger Ebert i Martin Scorsese la van incloure en les seves llistes de les deu millors pel·lícules dels anys noranta. Washington havia interpretat anteriorment el paper de Malcolm X a l'obra de teatre Off-Broadway de 1981 When the Chickens Came Home to Roost.
Altres representacions són:
- James Earl Jones, a la pel·lícula de 1977 La història de Cassius Clay.[39]
- Dick Anthony Williams, a la minisèrie de televisió de 1978 King[40] i la producció de l’American Playhouse de 1989 de l'obra The Meeting de Jeff Stetson.[41]
- Al Freeman Jr., a la minisèrie de televisió de 1979 Roots: The Next Generations.[42]

- Morgan Freeman, a la pel·lícula de televisió de 1981 Death of a Prophet.[43]
- Ben Holt, a l'òpera X de 1986, The Life and Times of Malcolm X a l’Òpera de Nova York.[44]
- Gary Dourdan, a la pel·lícula de televisió King of the World de l'any 2000.[45]
- Joe Morton, a la pel·lícula de televisió del 2000 Ali: un heroi americà.[46]
- Mario Van Peebles, a la pel·lícula Ali del 2001.[47]
- Lindsay Owen Pierre, a la pel·lícula de televisió Betty &amp; Coretta del 2013.[48]
- François Battiste, a l'obra teatral One Night in Miami, va actuar per primera vegada el 2013.[49]
- Nigél Thatch, a la pel·lícula del 2014 Selma[50] i la sèrie de televisió del 2019 El Padrí de Harlem.[51]
- Kingsley Ben-Adir, a la pel·lícula del 2020 One Night in Miami..., basada en l’obra homònima.[52]
- Jason Alan Carnell, a la temporada 2023 de la sèrie de televisió Godfather of Harlem.[53]
- Aaron Pierre, a la temporada 2024 de la sèrie de televisió Genius, que ha estat qualificada com a MLK/X.[54]